# Soriana
Organización Soriana er en mexicansk dagligvarekoncern med over 824 butikker.